# Island Farm
Island Farm ook wel kamp 198 genoemd, was een krijgsgevangenkamp in de buitenwijken van Bridgend in Zuid-Wales. Er zaten As-gevangenen, voornamelijk Duitsers. Het was het toneel van de grootste ontsnappingspoging van Duitse krijgsgevangenen in Groot-Brittannië tijdens de Tweede Wereldoorlog. Aan het einde van de Tweede Wereldoorlog werd het kamp hernoemd in Speciaal Kamp XI, en werd gebruikt om hoge SS-leiders die wachtten op uitlevering aan het Proces van Neurenberg vast te houden.

## Geschiedenis van het kamp
Het Island Farm kamp werd oorspronkelijk gebouwd als een hostel voor vrouwelijke arbeiders die werkten in de Royal Ordnance Factory (munitiefabriek) in Bridgend. Maar de omstandigheden in het hostel waren zo somber dat de vrouwen er de voorkeur aan gaven om elke dag wel 48 kilometer naar hun huis te reizen. Het kamp bleef leeg tot 1943, waarna het werd gebruikt om Amerikaanse troepen te huisvesten die later betrokken waren bij de geallieerde invasie van Frankrijk.
Na de invasie moesten de autoriteiten geschikte accommodatie vinden voor grote aantallen krijgsgevangenen uit in Europa. De geprefabriceerde betonnen hutten op Island Farm waren omringd door open velden die als ideaal werden beschouwd, maar de barakken moesten omgebouwd worden en met prikkeldraad omheind. Dit werk was nog niet voltooid toen de eerste lichting krijgsgevangenen arriveerde, dus werden de krijgsgevangenen aan het werk gezet om de conversie te voltooien.
Island Farm werd aangeduid als Kamp 198, en zou bijna 2000 krijgsgevangenen bevatten. De eerste lichting krijgsgevangenen was een mengeling van Italiaanse en Duitse troepen, maar het War Office besloot al snel dat het kamp te comfortabel was voor de manschappen, en dat de Duitse officieren daar vastgehouden moesten worden. In november 1944 arriveerden de eerste krijgsgevangen gemaakte officieren.

## De grote Duitse ontsnapping
Kort na hun aankomst op Island Farm begonnen de krijgsgevangenen pogingen te ondernemen om te ontsnappen, en groeven twee tunnels. In januari 1945 werd de eerste ontdekt, maar de tweede werd niet gevonden, en op 10 maart 1945 ontsnapten 70 krijgsgevangenen door een tunnel die gegraven was vanuit Hut Nine (de enige hut die nu nog overeind staat). De tunnel was ongeveer 9,1 m lang en doorbrak de omheining.
Sommige technieken die de gevangenen gebruikten waren ingenieus en leken op die van de (naoorlogse) oorlogsfilm The Great Escape over geallieerde krijgsgevangenen. Het uitgraven van de tunnels was niet eenvoudig vanwege de zware kleigrond waarop het kamp was gebouwd. Blikken, vleesblikken en zelfs messen uit de kantine werden gebruikt als graafwerktuigen. De grond werd in een geïmproviseerde container uit de tunnel gehaald en in kitzakken gedaan. Aanvankelijk droegen gevangenen de grond in hun zakken naar de verspringbak of tuinpercelen. De anderen krijgsgevangen kneedden ballen tot klei, en lieten ze door een gat in een valse muur vallen die ze in een ongebruikte kamer in een van de hutten hadden gebouwd. Ter ondersteuning van het tunneldak werden eikenhouten banken uit de kantine gestolen en beddenpoten gekapt toen de houtvoorraad op was. Er werd een ventilatieleiding gemaakt van blikken van gecondenseerde melk; lucht werd door een handbediende ventilator geperst. De tunnel had zelfs zijn eigen elektrische verlichting, afgetapt van het lichtnet. Het lawaai werd gemaskeerd door koorzang.
De ontsnapte krijgsgevangen waren verdeeld in twee groepen; elke groep was uitgerust met een landkaart, een zelfgemaakt kompas en voedsel. Elk persoon in de groep had vervalste identiteitspapieren die gemaakt waren in het kamp. Al deze voorbereidingen vergden een enorme organisatie, maar het is nog steeds niet bekend wie de ontsnapping daadwerkelijk heeft georganiseerd. Om veiligheidsredenen was de identiteit van elke ontsnapping alleen bekend bij de anderen in zijn kleine groep. Deze anonimiteit beschermde hen tegen verraad en verhinderde ontdekking van de volledige omvang van de ontsnapping.
Op 10 maart rond 22.00 uur sloegen de gevangenen hun slag. Een paar gevangenen stalen de auto van de plaatselijke dokter. en kwamen tot Birmingham, minstens 190 km verderop. Een andere groep wist de haven van Southampton te bereiken. De gevangenen wisten hun weg te vinden door middel van ruwe maar nauwkeurige tekeningen van Wales en de omgeving, voornamelijk van spoorlijnen en hoofdwegen.
In zijn boek, The German Great Escape, beweert Peter Phillips dat 84 gevangenen daadwerkelijk zijn ontsnapt. De 76 geallieerde krijgsgevangenen die uit Stalag Luft III ontsnapten, overschaduwde; de inspiratie voor de film The Great Escape.
Alle ontsnapte gevangenen werden uiteindelijk opnieuw gevangengenomen, hoewel dit ook wordt betwist door Phillips, die beweert dat drie ontsnapten die in Kent waren gespot nooit meer zijn gepakt.

## Na de ontsnapping
Op 31 maart 1945 drie weken na de ontsnapping, verplaatsten de autoriteiten plotseling alle 1600 officieren uit het Island Farm kamp. Het kamp werd vervolgens hernoemd in Speciaal Kamp XI en werd voorbereid om hoge Duitse officieren te ontvangen, van wie velen in Frankrijk waren gevangengenomen en wachtten op hun proces in Neurenberg. In totaal waren er 160 officieren met de rang van generaal, admiraal of veldmaarschalk, waaronder een aantal van Hitlers naaste adviseurs:
- Generalfeldmarschall Gerd von Rundstedt, was opperbevelhebber van de Duitse legers tijdens de Slag om Frankrijk in 1940, (vanwege zijn status ontving von Rundstedt bepaalde privileges in het kamp, inclusief zijn eigen privésuite, bestaande uit een zitkamer en een slaapkamer).
- Generalfeldmarschall Erich von Manstein, hij stelde de operatieplannen voor Hitlers succesvolle campagne in het westen op, en voerde het bevel over het 11e Leger. Hiermee veroverde von Manstein het Krim en Sebastopol aan het oostfront.
- Generalfeldmarschall Walther von Brauchitsch, in 1938 benoemd door Hitler tot opperbevelhebber van de Heer. Hij speelde een belangrijke rol bij de planning en uitvoering van aanvallen op Polen, Nederland, België, Frankrijk, Joegoslavië, Griekenland en de Sovjet-Unie.
- Generalfeldmarschall Ewald von Kleist, hij was betrokken bij de Slag om Parijs, en vanaf 1942 tot 1944 voerde hij het commando over Heeresgruppe A.
- Generaloberst Heinrich von Vietinghoff, opperbevelhebber van het 10e Leger in Italië. Vanaf 1943 tot 1945, door de Duitsers het Zuidwestelijk Front genoemd.
- Generaloberst Gotthard Heinrici, commandant van de Heeresgruppe Weichsel. Hij probeerde Berlijn te verdedigen tegen drie Rode legers in de laatste slag om Europa[8].
- Vizeadmiral Friedrich Frisius, wiens garnizoen tot het einde van de oorlog standhield in Fort Duinkerke.

In 1948 werd Island Farm kamp uiteindelijk gesloten, toen de laatste gevangenen naar Duitsland werden teruggestuurd.
In 2016 werd een archeologisch onderzoek van de locatie uitgevoerd om naar de ontsnappingstunnel te zoeken, inclusief oppervlakteonderzoek met Lidar en geofysica. Een indringend onderzoek wees uit dat de tunnel in relatief goede staat verkeerde, met nog steeds de houten steunen.

## Bekende krijgsgevangenen
De volgende lijst is in alfabetische volgorde:
| - Generalmajor Hans-Georg Benthack - General der Infanterie Günther Blumentritt - General der Gebirgstruppe Franz Böhme - General der Kavallerie en SS-Gruppenführer Walter Braemer - Generalfeldmarschall Walther von Brauchitsch - Vizeadmiral Helmuth Brinkmann - Generalleutnant Friedrich Freiherr von Broich - Generalmajor Walter Dornberger - General der Luftnachrichtentruppe Friedrich Fahnert - Generalmajor Heinz Fiebig - SS-Brigadeführer Hermann Franz - Vizeadmiral Friedrich Frisius - Generalmajor Walter Grabmann - Generaloberst Franz Halder - SS-Gruppenführer Wilhelm Harster - Generalmajor Ludwig Heilmann - Generalleutnant Ferdinand Heim - Generaloberst Gotthard Heinrici - General der Panzertruppe Traugott Herr - Generalleutnant Hermann Hölter - Vizeadmiral Friedrich Huffmeier - General der Artillerie Kurt Jahn - Generalleutnant Heinrich Kirchheim - Generalmajor Heinrich Kreipe | - Generalmajor Kurt Lottner - Generalleutnant Siegfried Macholz - General der Fallschirmtruppe Eugen Meindl - Generalleutnant Herbert Olbrich - General der Fallschirmtruppe Hermann-Bernhard Ramcke - Generalleutnant Johann von Ravenstein - Generalleutnant Ernst-August Roth - Generalfeldmarschall Gerd von Rundstedt - General der Flieger Alfred Schlemm - Generalleutnant Artur Schmitt - General der Flieger Hans-Georg von Seidel - General der Panzertruppe Fridolin von Senger und Etterlin - Ferdinand von Senger und Etterlin - Generalmajor Curt Siewert - SS-Gruppenführer en Generalleutnant der Polizei Jakob Sporrenberg - General der Panzertruppe Wilhelm Ritter von Thoma - General der Infanterie Helmut Thumm - General der Infanterie Kurt von Tippelskirch - Generaloberst Heinrich von Vietinghoff - Vizeadmiral Hans Voss - Generalmajor Rudolf Wulf - SS-Obergruppenführer en General der Waffen-SS Karl Wolff | - SS-Obergruppenführer en General der Waffen-SS Karl Demelhuber - Generaloberst Kurt Student - SS-Obergruppenführer en General der Polizei Jürgen von Kamptz - SS-Brigadeführer en Generalmajor der Waffen-SS Wilhelm Keilhaus |